# Martin Fürchtegott Grübler
Martin Fürchtegott Grübler (Meerane, 19 de dezembro de 1851 — Dresden, 31 de maio de 1935) foi um engenheiro mecânico alemão.

## Vida
Grübler estudou engenharia mecânica em Dresden e Leipzig de 1870 a 1880. Obteve a habilitação como Privatdozent de mecânica e lecionou no Instituto Federal de Tecnologia de Zurique. Em 1886 foi professor ordinário de mecânica no Instituto Politécnico de Riga e em 1990 sucedeu Christian Otto Mohr na Universidade Técnica de Dresden como professor ordinário de mecânica técnica. Permaneceu até 1920 na Universidade Técnica de Dresden.
Grübler trabalhou dentre outros temas com cinemática. Em 1917 publicou sua obra „Getriebelehre – eine Theorie des Zwangslaufs und der ebenen Mechanismen“. Escreveu o artigo „Hydraulische Maschinen“ na Encyklopädie der mathematischen Wissenschaften.

## Obras selecionadas
- 1889: Wandlungen der Kinetik
- 1907: Vergleichende Festigkeitsversuche an Körpern aus Zementmörtel (Aufsatz)
- 1916: Das Kriterium der Zwangsläufigkeit der Schraubenketten
- 1917: Lehrbuch der Getriebelehre
- 1919: Lehrbuch der technischen Mechanik